# Muscle interosseux plantaire
Les muscles interosseux plantaires (Musculi interossei plantares) sont trois muscles du membre inférieur situé dans la région plantaire du pied. Ils sont situés dans les trois espaces formés par des deuxième, troisième, quatrième et cinquième métatarsiens au niveau de leur partie plantaire.

## Description
Les muscles interosseux plantaires sont trois petits muscles intrinsèques de la région plantaire du pied qui relient les trois derniers métatarsiens au phalanges proximales des orteils correspondants.

## Origines
Les muscles interosseux plantaires se fixent sur la partie inférieure de la face interne des troisième, quatrième et cinquième métatarsiens et sur la face inférieure de leur base

## Trajets
Les muscles interosseux plantaires se dirigent en avant en dessous et en dehors des muscles interosseux dorsaux du pied en se terminant par un tendon.

## Terminaisons
Les tendons des muscles interosseux plantaires s'insèrent sur la face médiale de la base de la phalange proximale de l'orteil correspondant au métatarsien d'origine.

## Innervation
Les muscles interosseux plantaires sont innervés par le nerf plantaire latéral

## Vascularisation
Les muscles interosseux plantaires sont vascularisés par des rameaux de l'arcade plantaire profonde.

## Anatomie fonctionnelle
Les muscles interosseux plantaires sont fléchisseurs de la première phalange sur le métatarsien correspondant et rapprochent les trois derniers orteils de l'axe du pied.

## Galerie

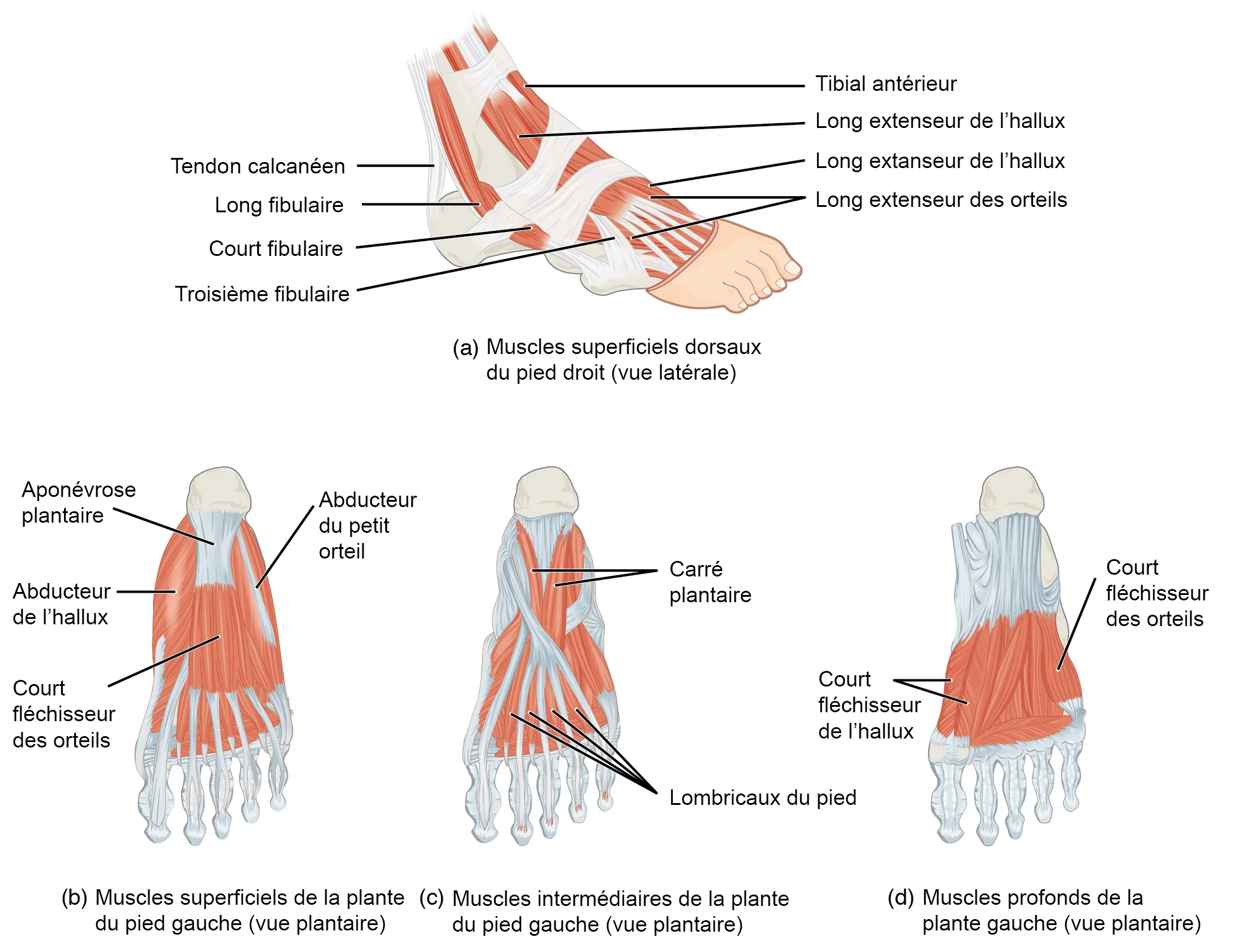
Muscle du pied
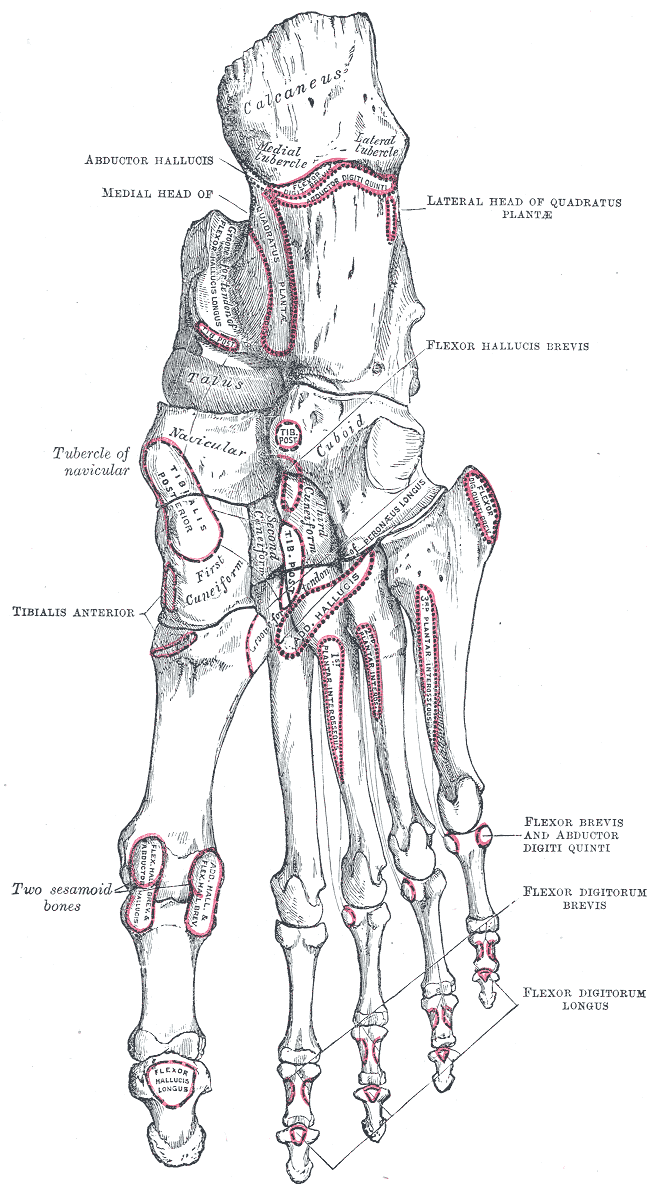
Vue plantaire des os du pied droit
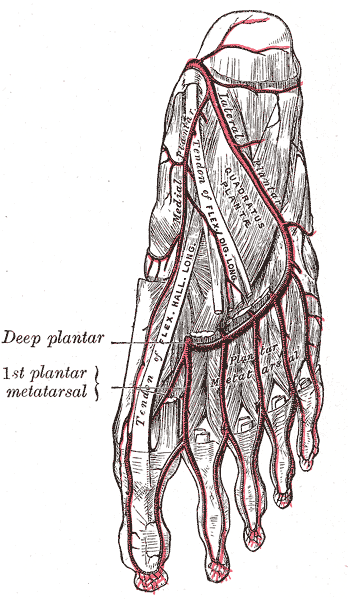
Vascularisation de la face plantaire du pied.
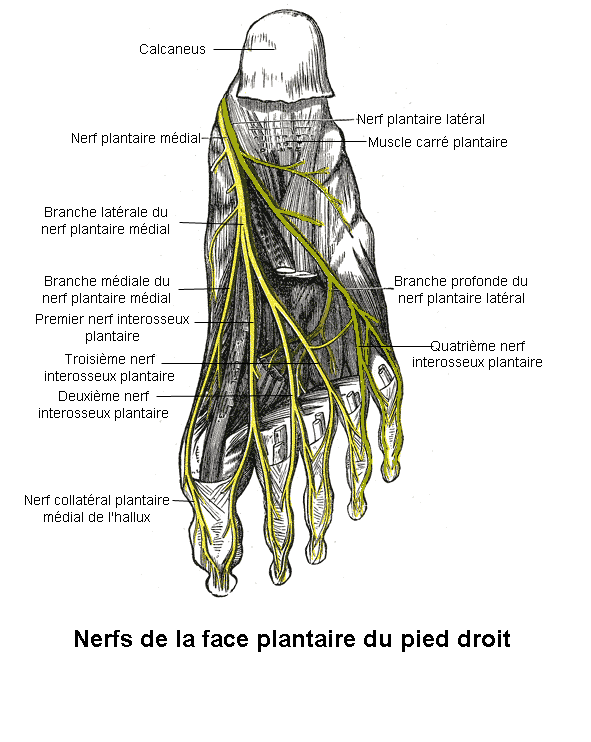
Nerfs de la face plantaire du pied